# Дальній (Лямбірський район)
Да́льній (рос. Дальний, ерз. Дальний) — селище у складі Лямбірського району Мордовії, Росія. Входить до складу Первомайського сільського поселення.

## Населення
Населення — 113 осіб (2010; 152 у 2002).
Національний склад (станом на 2002 рік):
- росіяни — 91 %